# Ramón Héctor Ponce

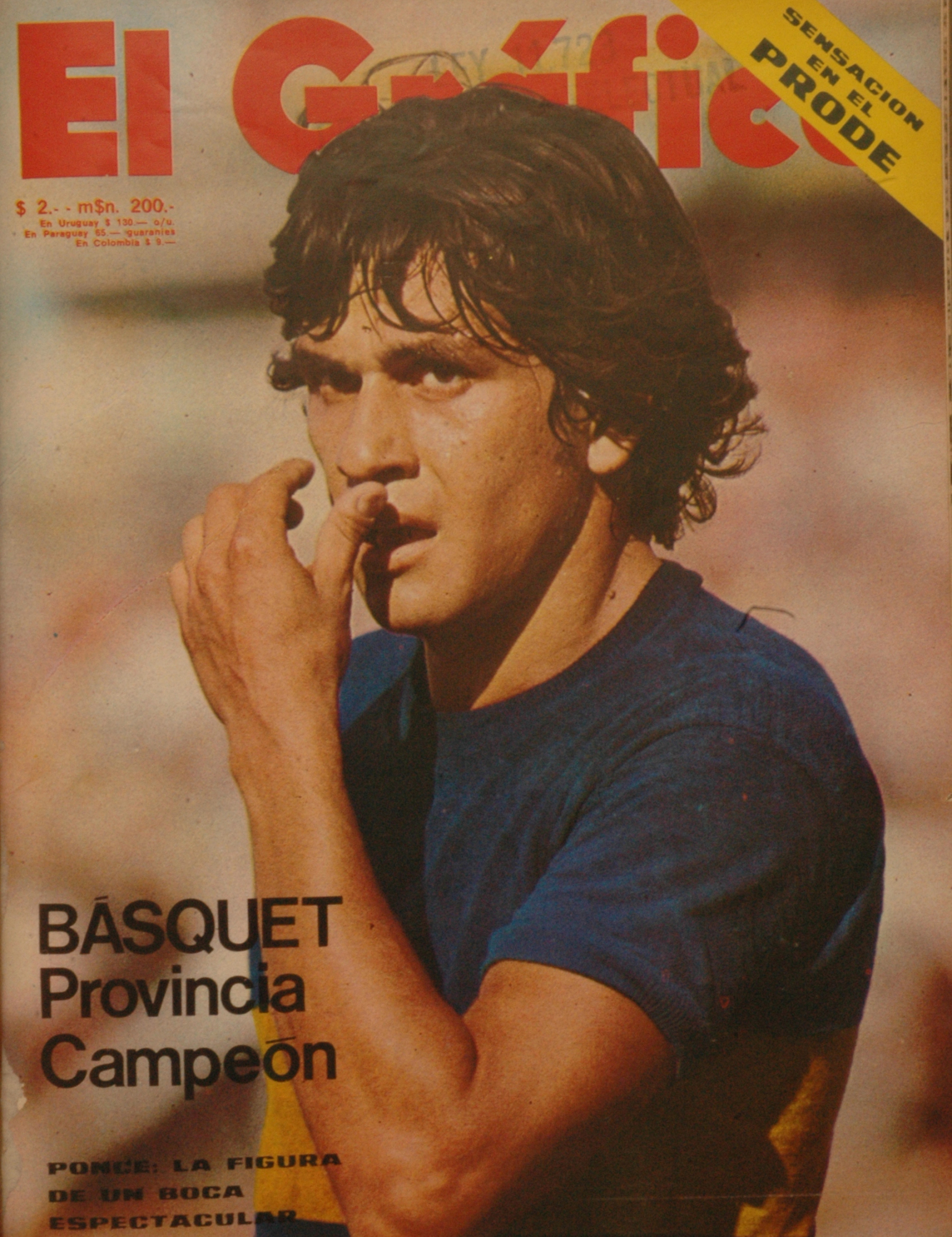
Ramón Héctor Ponce auf einem Cover von El Gráfico (1972)

Ramón Héctor Ponce (* 5. Juli 1948 in Corrientes; † 7. Juli 2019) war ein argentinischer Fußballspieler.

## Sportlicher Werdegang
Ponce entstammt der Jugend der Boca Juniors, mit dem Klub wurde er 1969 und 1970 argentinischer Meister. 1975 wechselte er zu Gimnasia y Esgrima La Plata, nach nur einer Spielzeit zog er zu Quilmes AC weiter. 1976 wechselte er zum chilenischen Klub CSD Colo-Colo, hier gewann er 1979 die Meisterschaft. 1981 ließ er seine Karriere in der North American Soccer League bei den Calgary Boomers ausklingen. 